# 澳洲農業、漁業和林業部
農業、漁業和林業部（英語：Department of Agriculture, Fisheries and Forestry，簡稱：DAFF）是澳洲聯邦政府的部門，成立於2022年7月1日，前身為農業、水和環境部。農業、漁業和林業部負責提升澳洲本地的農業、漁業和林業，維持並創造新的農業出口機會，管理生物安全風險。

## 外部連結
- 官方网站